# 竹田五郎
竹田 五郎（たけだ ごろう、1921年〈大正10年〉10月24日 -  2020年〈令和2年〉2月12日）は、日本の陸軍軍人、航空自衛官、軍事評論家。最終階級は陸軍では陸軍大尉、航空自衛隊では統合幕僚会議議長たる空将。第14代航空幕僚長、第12代統合幕僚会議議長。

## 略歴
福岡県出身。福岡県立中学修猷館を2年で中退し、広島陸軍幼年学校、陸軍予科士官学校を経て、
陸軍航空士官学校（第55期）を卒業し、操縦の道に進んだ生粋のパイロット（操縦者）である。軽爆撃機の操縦課程修了後、飛行第90戦隊に配属され、1942年（昭和17年）9月から作戦に参加。九九式双軽爆撃機に搭乗し、中国戦線に従軍した。太平洋戦争後期には、飛行分科を軽爆から戦闘に転科し、戦闘機操縦者として飛行第244戦隊に配属された。第244戦隊では三式戦闘機「飛燕」・五式戦闘機（キ100）に搭乗し、首都防空の任務についた。空襲の都度出撃し、B-29を1機撃墜している。ある時は夜間戦闘中に被弾し、松戸飛行場に不時着した際、片翼は穴だらけで「これでよく無事に生還できたものだ」と同僚に言われたという。戦隊は各地を転戦し、終戦まで本土防空戦に従事した。最終的に第244戦隊では第2飛行隊長（とっぷう隊。旧第2中隊の後身）を務めている。
陸軍大尉で終戦を迎えたが、戦後は公職追放となり、職を求め各地を転々とし、故郷の福岡に帰ってからは平和台球場で売店を経営しパンや菓子を売っていたこともあった。同期生から警察予備隊の受験を勧められ、飛行機に乗れそうだと1951年（昭和26年）12月、警察予備隊に入隊。保安隊では操縦課程の第1期生、保安隊時代にはL-16を旭川に空輸した。戦後、北海道の空を日の丸のついた飛行機で初めて飛んだことが自慢だという。その後、航空自衛隊発足により、転官。ジェット機操縦課程を経て戦闘機操縦課程入校のため米国へ留学し、帰国後は第1航空団で教官や第1飛行隊長を務めた。その後は第6航空団司令、南西航空混成団司令等の要職を歴任し、1976年（昭和51年）9月6日に発生したベレンコ中尉亡命事件の際は北部航空方面隊司令官として対応した。航空総隊司令官を経て1978年（昭和53年）3月、第14代航空幕僚長に就任。さらに翌1979年（昭和54年）8月には第12代統合幕僚会議議長に就任した。
統幕議長在任中の1981年（昭和56年）、雑誌記事（月刊誌宝石3月号）に「徴兵制を違憲とする政府統一見解」及び「防衛費GNP比1%枠」の二点に異を唱え専守防衛政策を批判したとされる記事が掲載された。これに対し社会党は衆議院予算委員会において竹田の懲戒免職を要求、同委員会は紛糾した。大村襄治防衛庁長官が竹田を戒告処分とし、これを受けて責任を取る形で同年2月16日付で退官

（ちなみに2代前の栗栖弘臣も、有名な「超法規行動」発言が原因でやはり解任されている）。民間では軍事評論家となる。
保守系日刊紙『世界日報』のコラム「ビューポイント」の常連寄稿者の一人である。

## 年譜
- 1936年（昭和11年）
  - 3月：福岡県中学修猷館2年で中退
  - 4月：広島陸軍幼年学校入校（第40期）
- 1939年（昭和14年）12月：陸軍予科士官学校入校
- 1942年（昭和17年）
  - 3月27日：陸軍航空士官学校卒業（第55期）
  - 4月：鉾田陸軍飛行学校（軽爆）入校
  - 9月：飛行第90戦隊付
- 1943年（昭和18年）11月：明野陸軍飛行学校（戦闘乙種課程）、常陸陸軍飛行学校（甲種課程）入校
- 1944年（昭和19年）
  - 6月：飛行第244戦隊付
  - 12月：飛行第244戦隊飛行隊長
- 1951年（昭和26年）12月：警察予備隊入隊（1等警察士）
- 1953年（昭和28年）
  - 1月：保安隊航空学校入校（第1期操縦課程学生）
  - 8月16日：3等保安正[6]
- 1954年（昭和29年）
  - 1月：第2管区航空隊副隊長
  - 8月14日：航空自衛隊に転官（3等空佐）[7]
  - 9月：臨時松島派遣隊（第4期操縦課程学生）
- 1955年（昭和30年）
  - 2月：臨時築城派遣隊（第3期ジェット機操縦課程学生）
  - 8月：米国留学（戦闘機操縦課程）
- 1956年（昭和31年）
  - 4月：第2期戦闘機高等操縦課程
  - 10月：第1航空団教官
- 1957年（昭和32年）
  - 6月：第1航空団教官 浜松基地での墜落事故を幸運にも回避する
- 1958年（昭和33年）9月：第1航空団第1飛行隊長
- 1959年（昭和34年）5月：同司令部防衛部長
- 1961年（昭和36年）
  - 2月：臨時小松派遣隊本部防衛部長
  - 7月：第6航空団司令部防衛部長
- 1964年（昭和39年）
  - 1月1日：1等空佐に昇任
  - 3月18日：第4航空団司令部防衛部長
  - 12月28日：同飛行群司令
- 1966年（昭和41年）7月16日：航空自衛隊幹部学校勤務
- 1968年（昭和43年）2月16日：航空幕僚監部防衛部運用課長
- 1970年（昭和45年）3月16日：第6航空団副司令
- 1971年（昭和46年）
  - 1月1日：空将補に昇任
  - 2月16日：第6航空団司令 兼小松基地司令
- 1972年（昭和47年）3月16日：航空幕僚監部防衛部長
- 1974年（昭和49年）
  - 5月1日：南西航空混成団司令
  - 7月1日：空将に昇任
- 1975年（昭和50年）7月1日：第13代 北部航空方面隊司令官
- 1976年（昭和51年）12月1日：第13代 航空総隊司令官
- 1978年（昭和53年）3月16日：第14代 航空幕僚長
- 1979年（昭和54年）8月1日：第12代 統合幕僚会議議長
- 1981年（昭和56年）2月16日：退官
- 1991年（平成03年）11月3日：勲二等瑞宝章受章[8]
- 2020年（令和02年）2月12日：逝去（享年98）、叙・正四位[9]

## 栄典
- リージョン・オブ・メリット・コマンダー：1978年（昭和53年）10月19日
- リージョン・オブ・メリット・コマンダー：1980年（昭和55年）5月20日
- 勲二等瑞宝章：1991年（平成3年）11月3日